# Monastero dell'Angelo
Il monastero dell'Angelo (noto anche come collegiata di San Michele o convento dell'Angelo) è un edificio di culto cattolico sito a Lucca in località Tramonte.

## Storia
La chiesa e il convento, voluti dal duca Carlo Ludovico di Borbone per i Padri Passionisti, furono edificati da Lorenzo Nottolini tra il 1827 e il 1830. L'architetto dette qui forse la massima prova della sua vocazione alla realizzazione di complessi in cui l'adesione alle forme dell'antichità, mediata dallo studio dei modelli rinascimentali, si sposava a una sensibilità per le caratteristiche del luogo. Se in effetti le candide forme classicheggianti e i volumi intonacati e impreziositi da bassorilievi rappresentano un'esaltazione del gusto antiquario proprio del primo Ottocento, l'aver saputo sfruttare le scenografiche viste offerte dalle pendici montane denota una sensibilità attenta alla moda del Romanticismo.